# Parafia św. Mikołaja Biskupa w Grzędzie
Parafia Świętego Mikołaja Biskupa w Grzędzie – parafia rzymskokatolicka znajdująca się w archidiecezji warmińskiej, w dekanacie Reszel.